# Stilblüte

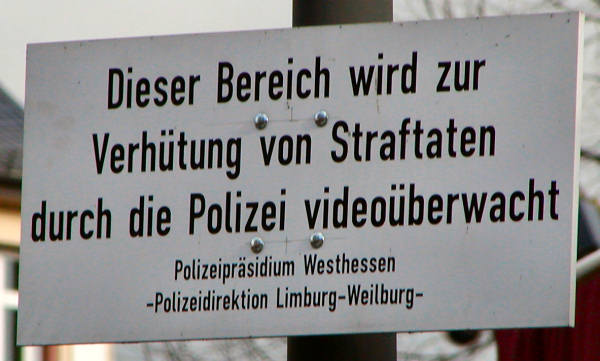
Doppeldeutigkeit: Straftaten der Polizei oder der Allgemeinheit
Bahnhofsvorplatz Limburg, November 2004

Als Stilblüte bezeichnet man Formulierungen, die durch einen Missgriff in der Wortwahl oder Wortstellung, durch Versprecher oder durch Mehrdeutigkeit ungewollt komisch wirken. Viele angebliche Stilblüten sind Phantasieprodukte bzw. wenig gelungene Neologismen.
Eine spezielle Form der Stilblüten sind Kathederblüten.

## Beispiele

„Pass sauber!“ anstelle von „Bitte sauber halten!“, durch Übersetzungsfehler
Bulgarisches Schild in einer Beetanlage

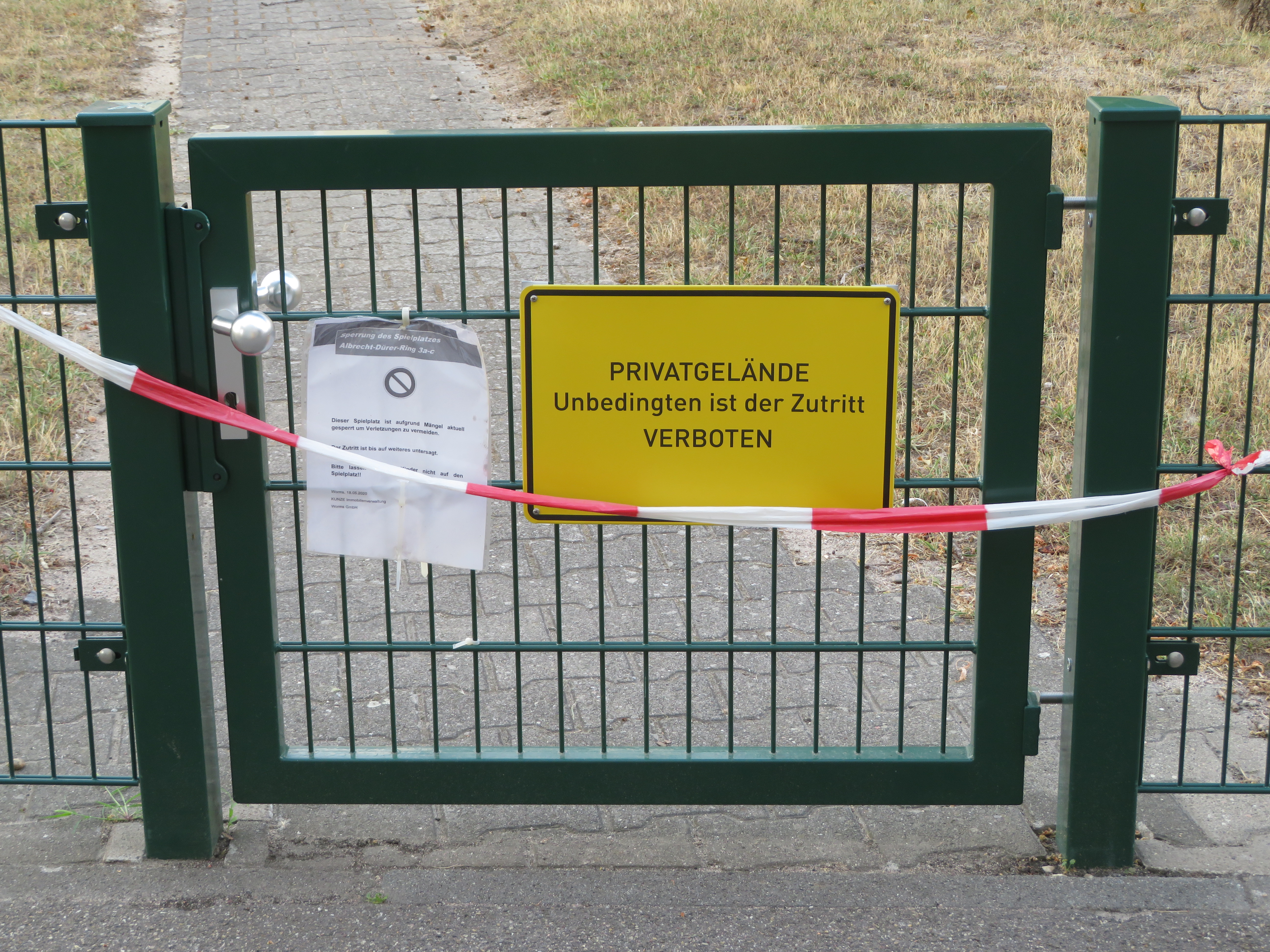
„Unbedingter“ statt „Unbefugter“

- Falsche Wortwahl (lexikalischer Fehler) – siehe auch Kindermund:
  - „Bevor der Mann seine Angel in den See warf, machte er am Haken einen dicken Köter fest.“ (statt Köder)
  - „Er ist eine echte Konifere“ (statt Koryphäe)
  - „Freundliche Minen zu Beginn der Tarifrunde“ (statt Miene)
  - Bruno Labbadia: „Das wird doch alles von den Medien hochsterilisiert“ (statt stilisiert)
- Unsinnig kombinierte Metaphern: „So pionierhaft sich diesbezüglich der amerikanische Pfad zu gestalten wusste, so eklektisch eigen wurde der europäische beschritten. Letzterer befindet sich wiederkehrend am Scheideweg.“[3]
- Falscher Satzbezug: „Wenn meine Mutter große Wäsche macht, helfen wir ihr, indem wir sie in einen Korb legen, auf den Speicher tragen und aufhängen.“
- Falscher inhaltlicher Bezug: „Für solche faulen Ausreden müssen Sie sich einen Dümmeren suchen, aber den werden Sie kaum finden.“
- Doppeldeutigkeit (Mehrdeutigkeit): „Leider bekomme ich keine Katze, weil meine Mutter einen Vogel hat.“
- Groß-/Kleinschreibung fehlt in der Aussprache: „sie standen an den Hängen und Pisten …“ (1959, Sportreporter Heinz Maegerlein)
- Übersetzungsfehler / Deutsch als Fremdsprache: „Eine Verkühlung hat uns alle ergriffen.“ Auch maschinelle Übersetzung kann zu Stilblüten führen.
  - Ein sogenannter falscher Freund verleitet zu einer falschen, doppeldeutigen bzw. schiefen Übersetzung: z. B. engl. actually – eigentlich/tatsächlich, nicht „aktuell“
- Absicht: „Es ginge schon, aber ’s geht nicht“. (Karl Valentin) oder „Es muss was passieren, aber g’schehn darf nix.“ (1994, Theo Waigel) – siehe Wortspiel